# No. 5 (album de Morning Musume)
Pour les articles homonymes, voir Numéro cinq.
Albums de Morning Musume
4th Ikimasshoi!
(27 mars 2002) Ai no Dai 6 Kan
(8 déc. 2004)
Compilations par Morning Musume
Hawaiian de Kiku Single Collection
(10 juillet 2002) Best! Morning Musume 2
(31 mars 2004)
Singles
1. Do it! Now
Sortie : 24 juillet 2002
2. Koko ni Iruzee!
Sortie : 30 octobre 2002

No. 5 (graphié No.5) est le cinquième album du groupe Morning Musume.

## Présentation
L'album No. 5 sort le 26 mars 2003 au Japon sur le label Zetima. Il est écrit, composé et produit par Tsunku. Il atteint la première place du classement des ventes de l'Oricon, et reste classé pendant quatre semaines, pour un total de 175 292 exemplaires vendus durant cette période. Il restera le septième album le plus vendu du groupe.
Il contient treize titres, dont une introduction musicale ; deux des titres étaient déjà sortis précédemment en singles en 2002 : Do it! Now et Koko ni Iruzee!. L'album ne contient cependant pas la chanson-titre du dernier single du groupe sorti le mois précédent, Morning Musume no Hyokkori Hyōtanjima, qui ne figurera que sur la compilation Best! Morning Musume 2 qui suivra en 2004. Deux des nouvelles chansons ne sont interprétées que par la moitié des membres : Tsuyoki de Ikōze! par les six plus jeunes, et "Sugoku Sukina no ni... ne" par les six plus âgées. Deux autres ne sont interprétées que par les membres des sous-groupes Venus Mousse et Pocky Girls.
C'est le premier album du groupe paru après le départ de Maki Gotō en septembre 2002 ; elle chante cependant sur trois titres : Do it! Now (sorti précédemment en single avant son départ), Ganbacchae! (enregistré avec des débutantes du Hello! Project Kids et précédemment sorti avec le titre Hey! Mirai sur la bande originale du film Koinu Dan no Monogatari), et Megami ~Mousse na Yasashisa~ (en tant que membre du sous-groupe Venus Mousse). C'est le dernier album original avec Kei Yasuda, qui quittera le groupe en juin suivant, et avec Natsumi Abe, Ai Kago et Nozomi Tsuji qui le quitteront en 2004.

## Formation
Membres du groupe créditées sur l'album :
- 1er génération : Kaori Iida, Natsumi Abe
- 2e génération : Kei Yasuda, Mari Yaguchi
- 4e génération : Rika Ishikawa, Hitomi Yoshizawa, Nozomi Tsuji, Ai Kago
- 5e génération : Ai Takahashi, Asami Konno, Makoto Ogawa, Risa Niigaki

## Venus Mousse / Pocky Girls
Deux des titres de l'album No.5, Megami ~Mousse na Yasashisa~ et Yes! Pocky Girls, ont été écrits pour servir de thèmes musicaux à deux publicités télévisées pour les biscuits Pocky en 2002. Ils ne sont interprétés que par quelques membres, divisés en deux sous-groupes créés pour l'occasion et apparaissant dans les publicités : Venus Mousse et Pocky Girls ; le premier inclut Maki Gotō, alors encore membre de Morning Musume. Les deux titres étaient déjà parus dans des versions courtes sur la compilation annuelle du Hello! Project Petit Best 3 sortie trois mois avant l'album.
Membres
- Venus Mousse : Iida, Yaguchi, Yoshizawa, Gotō
- Pocky Girls : Abe, Yasuda, Ishikawa, Tsuji, Kago, Takahashi, Niigaki, Ogawa, Konno

## Liste des titres
Toutes les chansons sont écrites et composées par Tsunku.
| 1.  | Intro                                                                                                   |                                                   |  |
| 2.  | Do it! Now                                                                                              | 15e single                                        |  |
| 3.  | Top! (TOP!)                                                                                             |                                                   |  |
| 4.  | Tomodachi ga Ki ni Haitteru Otoko Kara no Dengon (友達(♀)が気に入っている男からの伝言)                  |                                                   |  |
| 5.  | Koko ni Iruzee! (ここにいるぜぇ!)                                                                       | 16e single                                        |  |
| 6.  | "Suggoi Nakama" (「すっごい仲間」)                                                                      |                                                   |  |
| 7.  | Tsuyoki de Ikōze! (強気で行こうぜ!)                                                                     | Tsuji, Kago, Takahashi, Konno, Ogawa, Niigaki     |  |
| 8.  | Megami ~Mousse na Yasashisa~ (Original Long Version) (女神～Mousseな優しさ～...)                        | Venus Mousse                                      |  |
| 9.  | Yes! Pocky Girls (Original Long Version) (Yes! POCKY GIRLS...)                                          | Pocky Girls                                       |  |
| 10. | Hey! Mirai (HEY！未来)                                                                                  |                                                   |  |
| 11. | Ganbacchae! (がんばっちゃえ！)                                                                          | Morning Musume to Hello! Project Kids + Gotō Maki |  |
| 12. | "Sugoku Sukina no ni... ne" (「すごく好きなのに…ね」)                                                   | Iida, Abe, Yasuda, Yaguchi, Ishikawa, Yoshizawa   |  |
| 13. | Sotsugyō Ryokō ~Morning Musume Tabidatsu Hito ni Okuru Uta~ (卒業旅行 ~モーニング娘。旅立つ人に贈る唄~) |                                                   |  |